# Сантьяго-эль-Пинар (муниципалитет)
Сантьяго-эль-Пинар (исп. Santiago el Pinar) — муниципалитет в Мексике, штат Чьяпас, с административным центром в одноимённом посёлке. Численность населения, по данным переписи 2020 года, составила 4959 человек.

## Общие сведения
Название муниципалитета состоит из двух слов: Santiago — в честь Святого Иакова, и el Pinar с испанского — сосняк.
Площадь муниципалитета равна 16,5 км², что составляет менее 0,1 % от площади штата, а наиболее высоко расположенное поселение Эль-Кармен, находится на высоте 1773 метра.
Он граничит с другими муниципалитетами Чьяпаса: на северо-западе с Эль-Боске, на севере с Чальчиуитаном, на востоке с Ченало, на юго-востоке с Альдамой, на юго-западе с Ларрайнсаром.

## Учреждение и состав
Муниципалитет был образован 28 июля 1999 года, по данным 2020 года в его состав входит 18 населённых пунктов, самые крупные из которых:
| Код INEGI                  | Населённый пункт                                                                                     | Численность населения (2005 год) | Численность населения (2010 год) | Численность населения (2020 год) |
| -------------------------- | --- | -------------------------------- | -------------------------------- | -------------------------------- |
| 119                        | Всего                                                                                                | 2854                             | 3245                             | 4959                             |
| 0001                       | Сантьяго-эль-Пинар (исп. Santiago el Pinar) 16°56′29″ с. ш. 92°42′53″ з. д. (административный центр) | 744                              | 1072                             | 1566                             |
| 0006                       | Нинамо (исп. Nínamo) 16°56′04″ с. ш. 92°42′58″ з. д.                                                 | 333                              | 486                              | 882                              |
| 0004                       | Чойо (исп. Choyo) 16°57′14″ с. ш. 92°43′26″ з. д.                                                    | 429                              | 383                              | 473                              |
| 0007                       | Печультон (исп. Pechultón) 16°57′01″ с. ш. 92°43′29″ з. д.                                           | 288                              | 152                              | 378                              |
| 0005                       | Начон (исп. Nachón) 16°56′32″ с. ш. 92°43′10″ з. д.                                                  | 209                              | 206                              | 336                              |
| 0011                       | Шчуч (исп. Xchuch) 16°57′24″ с. ш. 92°43′44″ з. д.                                                   | 154                              | 123                              | 240                              |
| —                          | Прочие                                                                                               | 697                              | 823                              | 1084                             |
| Названия на карте Генштаба | |                                  |                                  |                                  |

## Экономическая деятельность
По статистическим данным 2000 года, работоспособное население занято по секторам экономики в следующих пропорциях:
- сельское хозяйство и скотоводство — 97,3 % ;
- промышленность и строительство — 0,6 %;
- торговля, сферы услуг и туризма — 1,5 %;
- безработные — 0,6 %.

## Инфраструктура
По статистическим данным 2020 года, инфраструктура развита следующим образом:
- электрификация: 99,2 %;
- водоснабжение: 2,9 %;
- водоотведение: 94,4 %.

## Туризм
Основными достопримечательностями являются пейзажи местных лесов.